# Martin A. Hansen
 Der er flere personer med dette navn, se Martin Hansen.
Alfred Martin Jens Hansen  (20. august 1909 – 27. juni 1955) var en dansk forfatter.

## Baggrund
Hansen blev født i en meget troende husmandsfamilie i Strøby på Stevns og blev uddannet som lærer på Haslev Seminarium. Hans far var husmand, mens hans mor kom fra endnu ringere kår. Hansen mente selv, at han fra sin far fik sin tilknytning til jorden, og fra sin mor evnen til at fortælle.
Var ved landbruget frem til 1926. Lærereksamen 1930. Ansat ved Københavns skolevæsen 1931.
Hansen blev gift med Vera Jensen og sammen fik de to børn, sønnen Hans-Ole Hansen, som blev leder af Historisk-Arkæologisk forsøgscenter i Lejre, og datteren Mette-Lise Hansen.

## Sygehistorie
Som tjenestedreng kravlede Hansen op i et stort gammelt bøgetræ for at plukke de første udsprungne bøgegrene til sin madmor. Da han greb om en vissen gren, knækkede den, og han faldt på hovedet ned og ramte mosset mellem trærødderne. Efter at have sundet sig, klatrede han stædigt til tops, og fik fat i grene til sin madmor. Men fra da af blev han forfulgt af hovedpine, som han tog albyl mod. Anfaldene af hovedpine tiltog, da han senere i livet sad og skrev til langt ud på natten, og han endte med at tage albyl i mængdevis. Den gang vidste man ikke, at det skadede nyrerne. Endnu værre blev det, da han under en nordisk litteraturkongres i Stockholm fjernede en plet på sine bukser med noget medbragt rensevæske. Han fandt det uforsvarligt at hælde den giftige væske ud i vasken, og hældte den i stedet for i sit vandglas på natbordet. Da han om natten vågnede og var meget tørstig, tømte han glasset. Han tog til skadestuen, hvor han forpint sad og ventede på tur, da Palle Lauring fik ham opsporet og råbte: "Så skynd jer dog og lad ham komme til! Det er Danmarks største digter, der sidder derude og dør!" Så først blev Hansen pumpet ud, men nyrerne havde taget yderligere skade, og førte til hans tidlige død. 

## Sidste tid
Hansen var dybt berørt af den tyske besættelse og blev aktiv i modstandsbevægelsen.
Sommeren 1944 lejede han et loftsværelse af bekendte ved Utterslev Mose og arbejdede hver nat med Lykkelige Kristoffer, hvori de tre sidste kapitler skulle foregå under Københavns belejring (1535-1536). Samtidig skulle han levere et bidrag til Der brænder en ild,  i lighed med andre centrale forfattere som Tove Ditlevsen, Hans Kirk, H.C. Branner, Ole Sarvig og Halfdan Rasmussen. Efter krigen udkom bogen med alle forfatternavne tilføjet. 
Fra sit værelse så han ud på "den blodige mose", som han kaldte Utterslev mose, hvor omkring 40 likvideringer havde fundet sted. Den sommer steg antallet voldsomt. Fra en bro kunne han om natten observere de tyske soldater. Når de ved vagtskiftet "traskede henad Mosevejen, dunkede de jævnligt en kolbe i jorden, så det raslede i låsen. Det var nervøst. Det skete også flere gange, at de lå og skød vildt ud i mosen." Han pintes ved at skulle skrive et forsvar for likvideringerne, men det lykkedes ham til sidst med en elleve sider lang, opdigtet samtale mellem Sokrates og en af hans venner Simias, der bekymrer sig over patrioternes stikkerdrab. Sokrates anfører, at besættelsesmagten er blevet så stærk, netop fordi de alt for længe har været for eftergivende. Symbolsk modstand duer ikke i længden. Angiverne er fjendens frygtelige redskab, hans øjne og ører. "Disse slanger må altså uskadeliggøres." Det tillægges afgørende betydning, at den, der henretter dem, bagefter skal stilles for en domstol og få sin handling efterprøvet: "Glem da ikke den mand, vi giver ordre om at gøre det, og vend ham ikke ryggen. Han er din egen bevæbnede hånd, og du skal stå sammen med ham, når dette er forbi."
Dialog om drab og ansvar gjorde indtryk på flere frihedskæmpere. Allerede i maj 1945 blev Hansen klar over, at unge mænd, tilskyndet af hans tekst, havde grebet til våben, og i mindst to tilfælde selv var blevet dræbt. Da Hansen 29.august 1945 sammen med 800 andre modstandsfolk deltog i en mindehøjtidelighed i Ryvangen ved begravelsen af faldne kammerater, fortalte en ven, at en af de døde var blevet overbevist om vigtigheden af at handle ved læsning af Dialog om drab og ansvar. I 1953 offentliggjorde Hansen på opfordring fra Tage Skou-Hansen i Heretica sine dagbogsnotater fra juli 1944, hvor han sad med den "uhyggelige" opgave at skrive dialogen, når han med sit forsvar for likvideringerne bevidst brød med "tro og idealer, som han ved er højere".
Ovenikøbet havde han i dialogen påstået, at drabene efter krigen skulle efterprøves ved en domstol. I virkeligheden indgik modstandsbevægelsens ledelse, anført af Frode Jakobsen, kort efter befrielsen en aftale med Justitsministeriet om, at likvideringerne ikke måtte efterforskes af politiet, og gerningsmændene aldrig stilles til ansvar. I Heretica forsikrer han, at han havde betinget sig, at sådan en efterforskning netop ville finde sted efter krigen: "Det skete ikke. Det var en fejl." Kort før sin død skrev Hansen novellen Gæsterne om sin skyldfølelse. Han var indlagt på Bispebjerg Hospital og dødssyg, da han 10. og 11.juni, indimellem perioder, hvor han tabte bevidstheden, skrev novellen. Dens hovedperson, en forfatter, har (ligesom Hansen selv gjorde) lejet en hytte i Norge for at skrive. En nat ankommer to døde. Den ene blev likvideret under krigen; den anden er gerningsmanden, tilskyndet netop af forfatterens tekst. Senere er han selv blevet dræbt, og vil nu have forfatteren til at tage sit ansvar: "Du er helt skyldig, fordi du skrev forsvaret for at dræbe." Forfatteren henviser til pligten. Drabsmanden siger, at "vi skal gå igen, og nøje os med det, vi har forstået. Men måske må vi bede dig om at følge os." To uger senere døde Martin A.Hansen  af kronisk nyrebetændelse i en alder af knap 46 år.

## Forfatterskab
Martin A. Hansen modtog Holberg-medaljen i 1952.
Han efterlod et stort antal dagbøger. Blandt hans værker kan nævnes:
- Nu opgiver han (roman) – 1935
- Kolonien (roman) – 1937
- Jonathans rejse (roman) – 1941
- Lykkelige Kristoffer (roman) – 1945
- Tornebusken (noveller) – 1946
- Agerhønen (novelle) – 1947
- Åsynet (noveller) – 1949
- Sankt Hans aften (noveller) – 1949
- Løgneren (roman) – 1950
- Paradisæblerne og andre historier (noveller) – 1953
- Orm og Tyr (med Sven Havsteen-Mikkelsen)- 1953
- Kringen (rejseskildring fra Norge) - 1953
- Dansk vejr (tegninger af Ernst Clausen) - 1953
- Konkylien (noveller) – 1955
- Efterslæt: Sidste noveller og skildringer, med bl.a. "Frederiks oprør" (noveller) – 1959

Høstgildet og andre fortællinger er en novellesamling med udvalg af Ole Wivel.